# Таловка (приток Терсы)
Таловка (Таловая) — река в России, протекает в Саратовской области. Устье реки находится в 211 км по левому берегу реки Терса. Длина реки составляет 50 км. В 20 км от устья по правому берегу впадает река Чепурка.

## Данные водного реестра
По данным государственного водного реестра России относится к Донскому бассейновому округу, водохозяйственный участок реки — Терса, речной подбассейн реки — Бассейн притоков Дона между впадением притоков Хопра и Северского Донца. Речной бассейн реки — Дон (российская часть бассейна).